# 省エネルギー
省エネルギー（しょうエネルギー、英語: energy conservation）とは、同じ社会的・経済的効果をより少ないエネルギーで得られるようにすることである。省略して省エネ（しょうエネ）とも言われる。

## 基礎
省エネルギーはエネルギーフロー（エネルギーの流れ）の観点からは、エネルギー供給量の最小化を図ることであり、そのためにはエネルギー需要量を最小化するか、エネルギーの変換効率や搬送効率を向上させる必要がある。

### エネルギー需要量の削減
エネルギー需要量を削減するためには、エネルギーの最終消費者が消費方法を選択・決定して調整していく必要があるが、自動化技術や制御技術によって省エネルギー化を実現しているものもある。
- 空調温度の調整
- 空調時間の調整
- 照明照度の調整
- 照明時間の調整
- 稼働時間の調整

### 装置効率の向上
装置効率の向上には、第一に装置によるエネルギーの変換・搬送の前後での状態（エネルギーの入出力の状態）と装置効率の管理が必要となる。
第二にはエネルギーの変換・搬送装置自体のメンテナンスが必要となる。経年劣化や汚れの蓄積により装置の性能は低下するため、メンテナンスにより使用時点での最大効率が維持されるようにする必要がある。

## 省エネの具体的方法
運用改善
- 定期的な機器清掃→機器効率の再向上

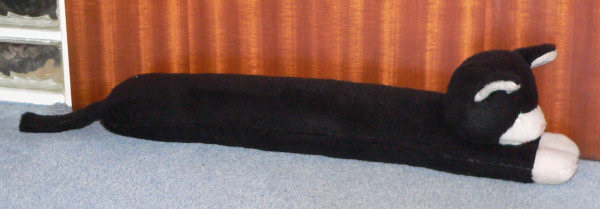
すきま風対策のドラフトエクスクルーダー

  - エアコンや換気扇のフィルター、給排気口の清掃→通気性向上
  - 照明器具の清掃→反射率、透過率向上
- 熱源設備・給水設備・排水設備・空調設備の負荷に応じた運転制御（補修・交換を含む）→電力・ガス削減
- スイッチ付テーブルタップを利用したコンセント個々のON/OFF管理→待機電力削減、不用機器停止
- ランプ取り外しによる間引き、過剰な照明を消す→電力削減
- カーテン・ブラインド調節などによる自然光の利用→照明電力削減
- 全般照明（天井灯など）から局部照明（電気スタンド等）への転換→照明の電力削減
- 窓の開放（網戸等との組み合わせが必要な場合あり）による自然換気→空調負荷低減による電力・ガス等削減
- 冷房・ 暖房時のカーテンによる断熱→空調負荷低減による電力・ガス等削減
- 冷房・暖房時の扇風機併用→空調負荷低減による電力・ガス等削減
- 涼しい服装（通気性の良いシャツや肌着の着用、ビジネス上でのクールビズ）、団扇・扇子の使用、すだれ・暖簾の設置、打ち水・散水、ミスト散布、壁面緑化、屋上緑化→冷房負荷低減による電力削減
- 暖かい服装（室内での靴下、ひざ掛け、カーディガンなどの上着、暖かい肌着の着用、ビジネス上でのウォームビズ）、こたつの使用→暖房負荷低減による電力・ガス等削減
- こたつの温度設定を下げる、布団をさらに重ねる→電力削減
- 電気カーペットの下に断熱マットを敷く→電力削減
- テレビ・パソコンのモニターの明るさを適切なレベルに下げる→電力削減
- 冷蔵庫に詰め込み過ぎない、暖かいものは冷ましてから入れる、保冷箱を活用して開閉回数・時間を減らす、設定温度を上げる、放熱のために設置スペースを広めにとる→電力削減
- 食材を小さめに切って加熱調理時間短縮→電力・ガス等削減
- 洗濯機はまとめ洗いをして回数を減らす→電力削減
- 浴槽にフタをする、シャワーを流しっぱなしにしない→給湯器負荷低減によるガス等削減
- 家族が集まる場所・執務場所をまとめる→電力削減、空調負荷低減による電力・ガス等削減
- 買い物などを計画的に行うことによる車の走行距離削減→ガソリン使用量削減
- 公共交通機関、自転車や徒歩での移動→ガソリン使用量削減
- エコドライブ（加減速を控える、アイドリングを控える、タイヤ空気圧を適正に保つ、不要な荷物を乗せないなど）→ガソリン使用量削減
- （産業・業務）物流の高効率化（ミルクランなど）→ガソリン使用量削減
- （政策）モーダルシフトやモビリティ・マネジメントを通じた高効率輸送への転換→ガソリン使用量削減
- （啓発）電力・ガスなどの使用量の見える化、自発的省エネによる効果の掲示（「冷房設定温度を1℃上げると1か月○○円の削減効果」など）

補修
- 汎用部品の修理・交換→機器効率の再向上
- 配管の断熱保温（貯湯式給湯器、太陽熱温水器、大規模施設の冷熱源設備など）→放熱損失低減による電力・ガス削減
- 建物の断熱化（外断熱、内断熱）→空調負荷低減による電力・ガス等削減
- 内窓の取り付け、カーテン・ブラインドの障子への取り換え→窓部の断熱性能向上による空調電力・ガス等削減
- エアコン室外機の風通しを良くする→冷房負荷低減による電力削減
- 発泡材による浴槽保温→給湯器負荷低減によるガス等削減
- 複層ガラス、熱線反射ガラスによる遮熱・断熱→空調負荷低減による電力・ガス等削減
- タイムスイッチ、人感センサ、照度センサなどによる照明制御→照明の電力削減
- 保温・保冷の補助にヒートシールドを用いる
- （既存施設利用・大規模施設での新規）地域熱供給への転換

機器の交換
- 普通自動車から燃費性能に優れた小型自動車・軽自動車へのダウンサイジング→燃費改善
- 白熱電球から電球型蛍光灯・LED照明への交換→照明の電力削減
- 多用途場所における、調光可能な照明器具への交換→照明の電力削減
- 小型電気機器への交換→電力削減
- ヒートポンプ給湯暖房機器への交換。冷房では気温が低い時間帯に、暖房では気温が高い時間帯に運転させる。→電力・ガス等削減
- コジェネレーション給湯暖房機器への交換。給湯能力が高く床暖房など熱を多く用いる用途に適している。→電力・ガス等削減
- 潜熱利用給湯暖房機器への交換。→電力・ガス等削減
- 省エネ効果が高いエアコンや冷蔵庫への買い替え→電力削減

## 各国のエネルギー政策

### アメリカ合衆国
アメリカの産業部門・民生部門では92年エネルギー政策法により、冷蔵庫・ルームエアコン・モーター・大型冷暖房設備などのエネルギー使用機器製造業者に対して省エネ余地を考慮した強制基準を設けており、未達成の機器には回収命令が出される。
また、民生部門では、冷蔵庫、冷凍庫、エアコン、セントラルヒーティング、温水器、食器洗い器、洗濯機などにはエネルギー効率ラベリングが設けられている。

### イギリス
イギリスでは、民生部門において、最低エネルギー効率基準が定められており、冷蔵庫や冷凍庫には基準を達成していない機器の回収命令を含めた強制基準、ボイラーや洗濯機にはガイドラインが設けられている。また、冷蔵庫、冷凍庫、洗濯機などには強制基準のエネルギー効率ラベリングが設けられている。

### 日本

#### 歴史
日本では、オイルショックのときに「エネルギー安全保障」の面から始められた。一般的な省エネの目的としては費用（コスト）の低減が主であるが、限りあるエネルギーの使用量削減やエネルギー利用に伴う環境負荷削減を通した環境保護、経営管理や安全保障の観点におけるエネルギーリスクの低減も挙げられる。
1990年代以降、地球環境問題、特に温室効果ガスの削減が社会問題化して以降、その手法のひとつとして重要なものとなっている。
経済・産業活動や市民生活に大きな影響を与えずに行う為には、技術開発や各業界の強力な自主的取組・市民の協力が必要である。補助金などによる経済的な後押し政策も行われている。
日本では、トップランナー制度の導入により、技術向上が著しい。製品カタログや広告には統一省エネラベルが掲載され、ラベルの年度・星5段階の省エネ性能表示・メーカー名・機種名・省エネ基準達成率・年間消費電力量・1年間使用した場合の目安電気料金が表示されている。これらは省エネ型製品情報サイト から誰でも検索・印刷することが可能である。また、省エネルギー型製品販売事業者評価制度に基づき、優良店は省エネ型製品普及推進優良店ロゴマーク (eShop) を使用できる。
2004年 - 2008年頃にかけて起こった原油価格高騰では、光熱費の大きな値上げによって企業や家庭で省エネムードが高まった。また、2011年3月以降は、東日本大震災によって東京電力・東北電力の電力供給力が大幅低下したことにより、両社管内において需要が供給を上回らないようピークカットに主眼を置いた節電が推進されているが、これには全体のエネルギー消費量が増えるため省エネにあたらないような、「電気以外への代替」も含まれる。

#### 日本の消費エネルギーの内訳

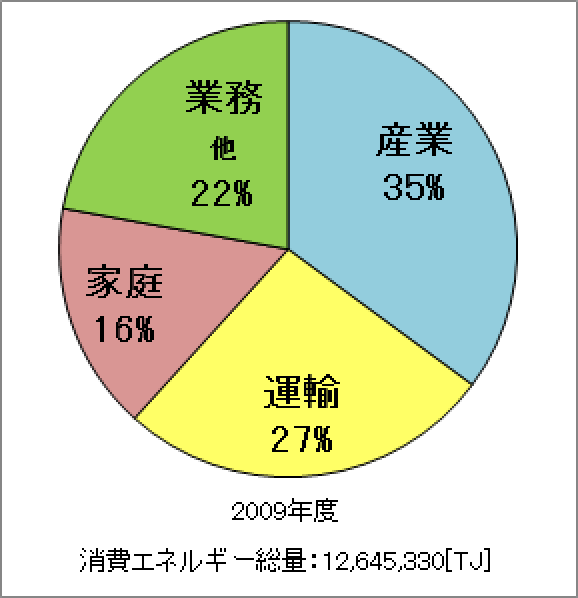
部門別エネルギー消費割合（2009年度）

GDPを生み出すのに投入するエネルギーの量を日本とアメリカ・EU、中国・インドとで比較するとアメリカ・EUは2倍、中国・インドは9倍となり、日本のエネルギー効率はきわめて高いことが分かる。
オイルショック以降、日本の産業界の石油消費量は減少しているが、一般家庭が使用する電気・車のガソリン需要などが増えており、日本全体のエネルギー消費量は1980年以降では、20-30%伸びている。
2009年度の実態
- 産業部門35%、運輸部門27%、業務部門ほか22%、家庭部門16%[8]

（参考:2005年度）産業部門46%、運輸部門24%、業務部門13%、家庭部門12%、その他2%
- 家庭部門の内訳

電力44%、都市ガス18%、LPG12%、灯油25%、太陽熱1%
- 家庭部門、用途別内訳

照明・家電・調理等39%、給湯33%、暖房26%、冷房2%
- 家庭の消費電力内訳

エアコン25%、照明16%、冷蔵庫16%、テレビ10%、電気カーペット4%、温水洗浄便座4%、衣類乾燥機3%、食器洗浄乾燥機2%、その他20%

#### 法規
エネルギーの使用の合理化等に関する法律により、各種措置が定められている。
- エネルギー使用の合理化の判断基準: 各種手法の適用方法が示されている。
- エネルギー管理指定工場 : 一定以上のエネルギーを使用する工場・事業所の行うべきことが定められている。
- エネルギー管理士・エネルギー管理員 : エネルギー管理指定工場でのエネルギー管理を行う資格。

#### 省エネルギーの日
一般財団法人省エネルギーセンターは1977年より毎年2月を「省エネルギー月間」、また1980年4月より毎月1日を「省エネルギーの日」としていて、その内毎年8月1日は「夏の省エネルギー総点検の日」、毎年12月1日には「省エネルギー総点検の日」として重点的に実施されている。

## 関連文献
- “家庭の省エネ大事典”. 公式ウェブサイト.   省エネルギーセンター. 2019年10月24日閲覧。
- “2010/2011 ビルの省エネルギーガイドブック”. 公式ウェブサイト.   省エネルギーセンター. 2019年10月24日閲覧。[リンク切れ]